# Послы Казахстана в России
В статье представлен список послов Казахстана в России.

## Хронология дипломатических отношений
- 17 декабря 1991 года — Российская Федерация признала государственный суверенитет Республики Казахстан.
- 21 октября 1992 года — установлены дипломатические отношения между Республикой Казахстан и Российской Федерацией.
- 1992 год — открыто Посольство Республики Казахстан в Российской Федерации.

## Дипломатические представительства Казахстана в России
В России действуют следующие представительства Республики Казахстан
- Посольство Республики Казахстан в Москве.
- Генеральные консульства Республики Казахстан в Санкт-Петербурге и Казани.
- Консульства Республики Казахстан в Астрахани и Омске.

## Список послов
| Срок полномочий                   | Посол                  |
| --------------------------------- | ---------------------- |
| январь 1994 — февраль 2002        | Таир Мансуров          |
| 2002 — ноябрь 2003                | Алтынбек Сарсенбайулы  |
| ноябрь 2003 — 24 января 2006      | Крымбек Кушербаев      |
| 1 февраля 2006 — 19 января 2007   | Жансеит Туймебаев      |
| 12 февраля 2007 — 14 октября 2008 | Нуртай Абыкаев         |
| 11 ноября 2008 — 24 июня 2009     | Адильбек Джаксыбеков   |
| 14 августа 2009 — 25 апреля 2012  | Заутбек Турисбеков     |
| 25 апреля 2012 — 22 января 2014   | Галым Оразбаков        |
| 11 февраля 2014 — 12 января 2017  | Марат Тажин            |
| 3 февраля 2017 — 18 декабря 2019  | Имангали Тасмагамбетов |
| 29 января 2020 — 16 июня 2023     | Ермек Кошербаев        |
| с 3 июля 2023                     | Даурен Абаев           |